# Simtek S941
A Simtek S941 egy Formula–1-es versenyautó, amit a Simtek csapat tervezett és versenyeztetett az 1994-es Formula–1 világbajnokság során. Az autókat többen is vezették: az egyik autót egész évben David Brabham, míg a másikat eleinte Roland Ratzenberger, majd tragikus halála után a tesztpilóta Andrea Montermini, majd Jean-Marc Gounon, a szezon utolsó három futamán pedig Domenico Schiattarella és Inoue Taki is.

## Áttekintés
A Simtek csapat, még mielőtt nevezett volna a Formula–1-be, kasztnigyártóként működött. Ők alkották meg a BMW számára azt az autót, amellyel azok gyári csapatként neveztek volna az 1990-es évek elején. Erre végül nem került sor, a versenyautót végül Andrea Moda S921 néven láthattuk. Ugyancsak dolgoztak a Bravo S931 nevű versenyautón, amely egy elvetélt nevezési kísérlet volt egy másik csapat részéről.
Az S921 és az S941 között külsőre is jól látható hasonlóság volt. Mindkettejük nevében az S a Simteket, a számozás pedig a bevetés évét jelentette. Az autókat a Ford HBD motorjai hajtották, amik elég gyengék voltak, de legalább megbízhatóak, és mindössze három kiesés fűződött hozzájuk.
A csapat főszponzora az MTV volt, emellett a Barbara és a Russell Athletics volt még a két nagy szponzoruk. Ratzenberger halála után a felső légbeömlőre felfestették az osztrák zászlót és a "For Roland" feliratot. Japánban a Korean Air légitársaság matricái kerültek fel az autókra.

## Az idény
Újonc csapathoz képest relatíve jól teljesítettek. Ehhez az is kellett, hogy a közvetlen riválisuk, a másik újonc Pacific reménytelenül lassú volt. Pontot nem szereztek a szezon során, legjobb eredményük egy kilencedik hely volt, négy kör hátrányban a francia nagydíjon.
Ratzenberger, aki fizetős versenyző volt, és csak az idény első öt versenyére volt élő szerződése, Imolában halálos balesetet szenvedett az időmérő edzésen. Emiatt a csapat Monacóban csak egy autót indított. Spanyolországban a második autóba Andrea Montermini ült, aki a szabadedzésen hatalmasat bukott, eltörte a lábát, és számára véget ért az idény. A Simtek pénzügyi szempontból nehéz helyzetbe került, ezért újabb versenyt hagyott ki a második autó, majd a francia nagydíjtól Jean-Marc Gounon ült be, az idény végén pedig Schiattarella és Inoue személyében két fizetős pilóta.

## Eredmények
| Év   | Csapat          | Motor   | Gumik | Pilóták                | 1   | 2   | 3   | 4   | 5   | 6   | 7   | 8   | 9   | 10  | 11  | 12  | 13  | 14  | 15  | 16  | Pontok | Helyezés |
| ---- | --------------- | ------- | ----- | ---------------------- | --- | --- | --- | --- | --- | --- | --- | --- | --- | --- | --- | --- | --- | --- | --- | --- | ------ | -------- |
| 1994 | MTV Simtek Ford | Ford HB | G     |                        | BRA | PAC | SMR | MON | ESP | CAN | FRA | GBR | GER | HUN | BEL | ITA | POR | EUR | JPN | AUS | 0      | -        |
| 1994 | MTV Simtek Ford | Ford HB | G     | David Brabham          | 12  | KI  | KI  | KI  | 10  | 14  | KI  | 15  | KI  | 11  | KI  | KI  | KI  | KI  | 12  | KI  | 0      | -        |
| 1994 | MTV Simtek Ford | Ford HB | G     | Roland Ratzenberger    | NK  | 11  | NI  |     |     |     |     |     |     |     |     |     |     |     |     |     | 0      | -        |
| 1994 | MTV Simtek Ford | Ford HB | G     | Andrea Montermini      |     |     |     |     | NK  |     |     |     |     |     |     |     |     |     |     |     | 0      | -        |
| 1994 | MTV Simtek Ford | Ford HB | G     | Jean-Marc Gounon       |     |     |     |     |     |     | 9   | 16  | KI  | KI  | 11  | KI  | 15  |     |     |     | 0      | -        |
| 1994 | MTV Simtek Ford | Ford HB | G     | Domenico Schiattarella |     |     |     |     |     |     |     |     |     |     |     |     |     | 19  |     | KI  | 0      | -        |
| 1994 | MTV Simtek Ford | Ford HB | G     | Inoue Taki             |     |     |     |     |     |     |     |     |     |     |     |     |     |     | KI  |     | 0      | -        |